# 임원 우백질 화강암
임원 우백질 화강암(臨院 優白質 花崗巖, 영어: Imwon Leucogranite 임원 류코그라니트[*])은 대한민국 영남 지괴/영남 육괴 내 강원특별자치도 삼척시 근덕면과 원덕읍 해안에 분포하는 선캄브리아기 고원생대의 우백질 화강암(Leucogranite)이다. 초곡용굴촛대바위길을 비롯한 삼척시 해안가에 잘 드러나 있다. 

## 개요
임원 우백질 화강암은 강원특별자치도 삼척시 근덕면 부남리, 동막리, 궁촌리, 초곡리, 매원리, 용화리, 장호리, 원덕읍 갈남리 해안과 내륙 지역에 분포하는 우백질 화강암이다.
김용준 외(1984)에 의하면 삼척 지역의 우백질 화강암(임원 우백질 화강암)은 근덕면~원남읍 해안 지역에 암주상으로 분포하는 암체와 곳곳에 소규모로 관입해 있는 암맥상 관입체로 구분되며 임원 우백질 화강암은 유백색의 장석과 투명한 석영 및 백운모에 의해 우백색을 띠는 괴상의 화강암질암이다. 임원 우백질 화강암은 선캄브리아기 원남층군을 관입하며 홍제사 화강암 내에 흔히 발달하는 페그마타이트질 분화 암맥에 관입당했다. 주요 구성 광물은 석영, 미사장석, 사장석, 백운모이며 규선석, 자류석, 녹니석, 인회석, 저어콘, 전기석 등이 수반된다.
죽변-임원진 지질도폭(1993)에 의하면 호산리층, 화강편마암과 홍제사 화강암을 비조화적으로 관입하며 조선 누층군에 의해 덮힌다. 담회색 내지 유백색을 띠는 화강암질암으로 주로 석영, 미사장석, 사장석, 백운모, 흑운모로 구성되고 녹렴석, 녹니석, 자철석, 적철석, 인회석, 저어콘, 금홍석, 석류석 등을 포함한다. 삼척-고사리 지질도폭(1994)에 의하면 유색 광물을 거의 함유하지 않는 특징적인 우백질 암석이며 중립 내지 조립질이고 곳에 따라 규장질암으로 점이한다. 사장석은 조장석(Albite) 내지 회조장석(oligoclase)에 속한다.
정원석과 나기창(2008)에 의하면 변성퇴적암과 우백질 화강암의 접촉부 부근에서는 티그마 습곡(ptygmatic fold)과 같은 상당히 복잡한 관입 형태가 나타나며 부분적으로 주변 암석을 포획한다.

### 절대 연령
임원 우백질 화강암에 대한 연대측정 결과는 김용준 외(1984)가 Rb-Sr 전암 연대로 2088±8.5 Ma, 주승환과 김성재(1985)가 2089±98 Ma, 장호완 외(2003)가 U-Pb 저어콘 연대로 1826±20 Ma 등으로 보고하여 임원 우백질 화강암의 지질시대는 선캄브리아기 고원생대 오로세이라기이다. 임원 우백질 화강암은 과알루미늄질 화강암으로 대륙 충돌 환경에서 형성되었으며, 주변의 변성퇴적암류에서 기원한 것으로 추정된다.

## 노두

### 원덕읍
원덕읍 갈남리 갈남항 앞에는 우백질 화강암으로 구성된 월미도가 있다. 원덕읍 갈남리의 신남해수욕장에서는 우백질 화강암의 노두가 관찰된다.
삼척시 장호항 해안의 임원 우백질 화강암
- 삼척시 근덕면 장호리 장호항 우백질 화강암
- 삼척시 근덕면 장호리 장호항 우백질 화강암

### 초곡용굴촛대바위길
초곡용굴촛대바위길(Chogok Yonggulchotdaebawi Rock Trail) 또는 초곡 해안침식지형 지질명소는 대한민국 강원특별자치도 삼척시 근덕면 초곡리 해안에 설치된 해안길이며 삼척지질공원의 지질명소이다. 이곳에서는 임원 우백질 화강암과 선캄브리아기 변성퇴적암 암석이 파도에 침식되어 나타나는 다양한 침식 지형과 지질학적 현상을 관찰할 수 있다.
초곡용굴촛대바위길의 임원 우백질 화강암
- 시스택 측면
- 촛대바위
- 평행 절리
- 변성퇴적암/임원 우백질 화강암 경계 (이하 동일)
- 상부
- 하부
- 최하부
- 사진 가운데에 Z형 습곡이 나타난다.

## 같이 보기
- 한국의 지질
- 삼척시의 지질
- 울진군의 지질
- 영남 지괴/영남 육괴
- 분천화강편마암
- 원남층군
- 율리층군
- 화강암